# Самостійний туризм

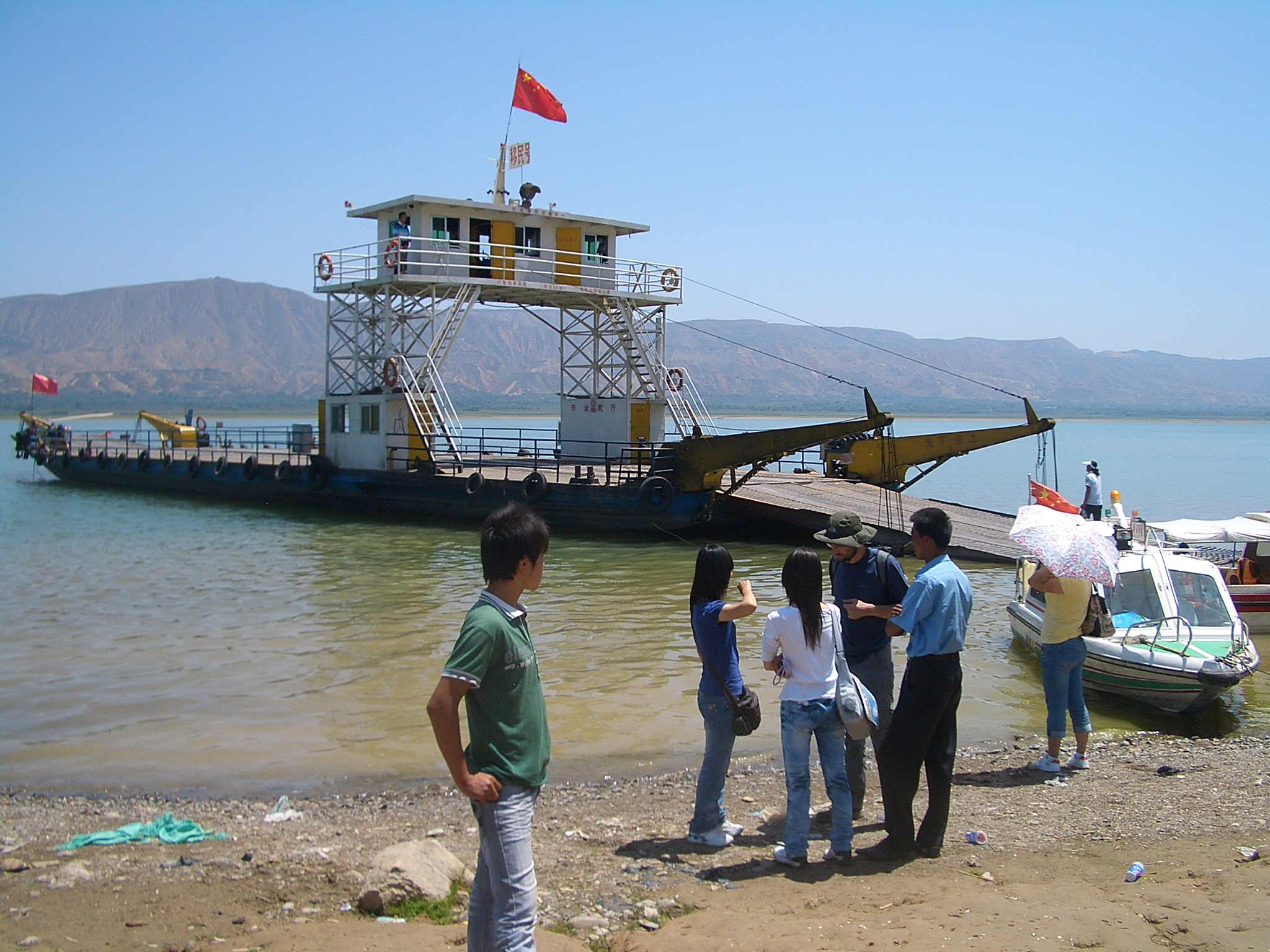
Самостійний турист з Франції (у капелюсі) розмовляє з човнярами та місцевими жителями в повіті Лінься про способу дістатися до храму Бінлінь (провінція Ганьсу, Китай)

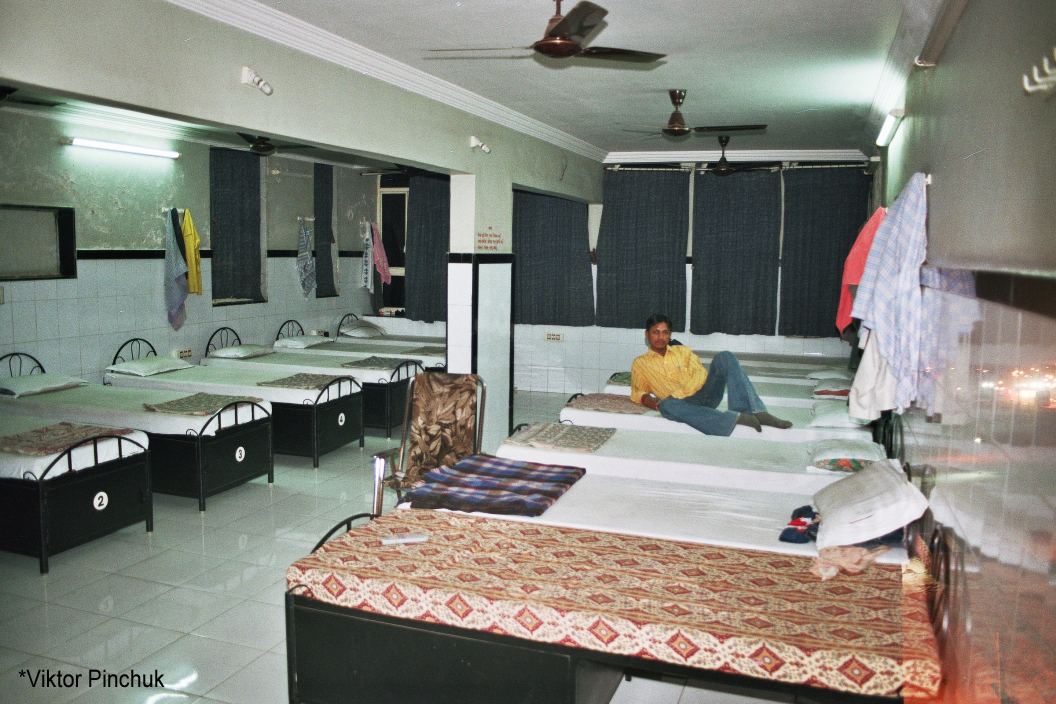
Хостел:12-місна кімната, Сурат, (Індія)

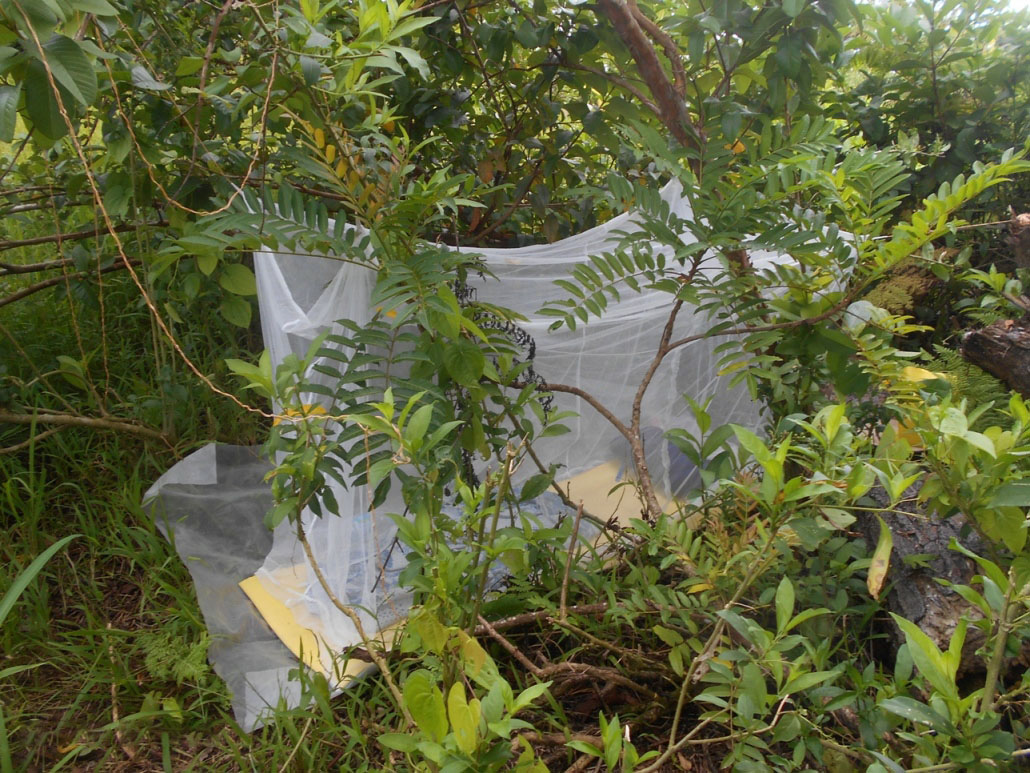
Ночівля без використання намети (килимок і москітна сітка)

Самостійний туризм (також самодіяльний, незалежний, вільний, «дикий» туризм) — це подорож, зроблена з повною або частковою відмовою від послуг туроператорів і турагентів, але здебільшого не передбачає повної відмови від використання туристичних (не агентських) послуг. При її організації мандрівник самостійно формує маршрут своєї подорожі, а також вибирає і виконує всі її складові (квитки, проживання в готелях, харчування, екскурсії тощо).
Особливий різновид самостійного (незалежного) туризму — самостійна подорож, яка часто ототожнюється з самостійним туризмом. Тим не менш самостійний туризм є більш широким поняттям, оскільки подорож має на увазі наявність якоїсь мети і маршруту буквального проходження до неї, в той час, як самостійний туризм може мати на увазі і статичне перебування на курорті, організоване самостійно або наприклад різні форми активного туризму, пов'язані з самостійним вирішенням організаційних питань. Тому, термін «самостійний туризм» має більш широке і прикладне значення, на відміну від подорожі, що має філософський підтекст.

## Історія
Історично подорожі з'явилися раніше, ніж масовий туризм, який отримав розвиток у XX ст. До виникнення масового туризму будь-яка подорож могла вважатися самостійною. В даний час можна розмежувати масовий ринок подорожей, реалізованих як готовий продукт, і ринок самостійних подорожей (або незалежних подорожей — independent travels). Масовий туризм передбачає, що подорож здійснюється в рамках туру, організованого туроператором. Сформована туроператором подорож (або туристичний продукт) включає в себе комплекс послуг з перевезення, проживання, екскурсійного обслуговування і т. д., що надаються туристу за певну ціну. Самостійна подорож включає в себе ті ж самі складові, проте ці складові купуються туристом не в комплексі (тобто не як єдиний туристичний продукт), а окремо.
Популярність самостійного туризму почала зростати в кінці XX — початку XXI ст. Зростанню популярності самостійних подорожей сприяє розвиток інтернет-технологій (онлайн бронювання, електронний квиток, різні Вебфоруми про самостійні подорожі тощо), які дозволяють швидко знаходити необхідну інформацію і купувати складові подорожі.
Основною проблемою популяризації самостійного (незалежного) туризму є історично спотворене уявлення, що ототожнює самостійний туризм з т. зв. «диким туризмом» часів СРСР, розвиненому на тлі дефіциту туристичної інфраструктури та орієнтації радянської туристичної галузі в основному на санаторно-курортне лікування.
Радянський «дикий туризм» носив вимушений характер і був пов'язаний з дискомфортними умовами перебування в зоні відпочинку — орендою у місцевого населення приміщень, не пристосованих для проживання, або проживання в умовах, близьких до похідних, незважаючи на наявність матеріальної можливості забезпечення більш високої якості відпочинку. Сьогодні послуги українським поціновувачам самостійного відпочинку пропонують сотні затишних готелів домашнього типу, хостелів, гостьових будинків та баз відпочинку, що значно знижує попит на розміщення у таких будівлях.
В даний час «дикий туризм» в його радянському вигляді представлений відомим у всьому світі способі подорожі в автобудинках (фургонах повністю пристосованих для проживання, які мають автономну енергетичну установку, засоби зв'язку, побутову техніку і каналізацію). Інший прояв «дикого туризму» багато в чому аналогічний радянському і пов'язаний з особливою групою відпочивальників, яких маркетологи відносять до т. зв. «Першої третини» споживчого ринку, тобто споживачам із заниженими соціальними потребами, причому, в загальному випадку, незалежно від рівня доходів.

## Маршрути
Маршрут самостійної поїздки може бути розроблений заздалегідь: намічені для відвідування та огляду населені пункти і пам'ятки, визначені і заброньовані готелі або інші місця проживання (хостели, квартири, кемпінги), види транспорту (автобус, поїзд, літак, автомобіль, велосипед) і тип переміщень між країнами і містами (наприклад, автостоп). Маршрут, види транспорту і тип житла можуть бути змінені по ходу подорожі.
Для планування і здійснення поїздок самостійні туристи активно користуються картами, путівниками, атласами, а також вивчають відгуки інших туристів та мандрівників, що побували в місцях проходження маршруту.

## Різновиди самостійного туризму
Через недостатню класифікуванні цього напрямку туризму часто виникає плутанина в ієрархії і змішання понять. Крім змішання понять подорожі і самостійного туризму, сам самостійний туризм ототожнюють, наприклад, з автостопом або кемпінгом, в той час як самостійний туризм є методом, а перераховані вище види самостійного туризму є по відношенню до нього способами реалізації.
- Автостоп — переміщення між містами на попутному транспорті без оплати
- Автотуризм — подорож на своєму або орендованому автомобілі
- Туризм з наплічником — подорож, здійснювана всіма доступними способами за мінімальні гроші з найменшою кількістю речей (як правило, за рахунок відмови від послуг туроператорів і переваги дешевих способів переміщення та проживання)
- Велотуризм — використання велосипеда як основного або єдиного транспорту в подорожі.
- Букінг — подорож, яка організовується самостійно, тобто без залучення туроператорів і використання їхніх послуг, в такому випадку людина оформляє візу, купує квитки — самостійно, а готель бронює через спеціальний інтернет-сервіс
- Каучсерфінг — найбільша гостьова мережу. Члени надають один одному безкоштовний нічліг і допомогу.

## Соціальні мережі для самостійних мандрівників і бекпекерів
Існують соціальні мережі самодіяльних туристів, такі як Hospitality Club, CouchSurfing та ін., члени яких надають один одному допомогу і нічліг під час подорожей.

## Послуги при самодіяльному туризмі
- Навчання основам туристських і альпіністських навичок
- Консалтингові послуги, включають питання організації туризму, забезпечення безпеки на туристських маршрутах та інші
- Надання інформаційних матеріалів, туристських схем, описів маршрутів, природних перешкод, об'єктів
- Посередницькі послуги із забезпечення безпеки на туристських маршрутах
- Прокат туристського спорядження та екіпіровки